# 2965 Суріков
2965 Суріков (2965 Surikov) — астероїд головного поясу, відкритий 18 січня 1975 року.
Тіссеранів параметр щодо Юпітера — 3,382.